# Bård Borgersen
Bård Borgersen (ur. 20 maja 1972 w Kristiansand) – norweski piłkarz występujący na pozycji obrońcy. Trener piłkarski.

## Kariera klubowa
Borgersen karierę rozpoczynał w sezonie 1992 w pierwszoligowym zespole IK Start. W pierwszej lidze zadebiutował 5 lipca 1992 w zremisowanym 2:2 meczu z Lillestrøm SK. Graczem Startu był przez dwa sezony. Przez kolejne dwa grał w drugoligowym Bryne FK. W 1995 roku odszedł do innego drugoligowca, Odds BK. W sezonie 1998 awansował z nim do pierwszej ligi. W sezonie 2000 wraz z zespołem zdobył Puchar Norwegii.
Pod koniec 2001 roku Borgersen odszedł do duńskiego Aalborga, grającego w pierwszej lidze duńskiej. W sezonie 2003/2004 dotarł z nim do finału Pucharu Danii, w którym Aalborg przegrał 0:1 z FC København. W 2005 roku Borgersen wrócił do swojego pierwszego klubu Startu. W sezonie 2005 wywalczył z nim wicemistrzostwo Norwegii, a w sezonie 2007 spadł do drugiej ligi. W kolejnym awansował jednak z powrotem do pierwszej. W 2011 roku zakończył karierę.

## Kariera reprezentacyjna
W reprezentacji Norwegii Borgersen zadebiutował 6 października 2001 w wygranym 4:1 meczu eliminacji Mistrzostw Świata 2002 z Armenii, z którym strzelił też dwa gole, które były jednocześnie jego jedynymi w kadrze. W latach 2001–2006 w drużynie narodowej rozegrał 10 spotkań.

## Kariera trenerska
We wrześniu 2015 Borgersen został trenerem pierwszoligowego Startu. Prowadził go do końca sezonu 2015, w którym Start zajął 14. miejsce w lidze i utrzymał się w niej po wygranych barażach.